# Galumna elimata
Galumna elimata är en kvalsterart som först beskrevs av Koch 1841.  Galumna elimata ingår i släktet Galumna och familjen Galumnidae. Inga underarter finns listade i Catalogue of Life.